# Georgetown
Georgetown es la capital y la mayor ciudad de Guyana. Según el censo de 2012, tiene una población de 118 363 habitantes. Está ubicada en la región de Demerara-Mahaica, frente al océano Atlántico, en la desembocadura del río Demerara. Se la conoce como la "Ciudad Jardín del Caribe". Por el puerto de Georgetown se exporta azúcar, caña de azúcar, bauxita, oro y diamantes. Es el centro de servicios comerciales, administrativos y financieros del país, y la ciudad representa una gran parte de la economía de Guyana.
Todos los departamentos ejecutivos del gobierno de Guyana se encuentran en la ciudad, incluido el edificio del Parlamento, el edificio legislativo de Guyana y el Tribunal de Apelaciones, el tribunal judicial más alto de Guyana. La Casa del Estado (la residencia oficial del jefe de Estado), así como las oficinas y la residencia del jefe de Gobierno, se encuentran en la ciudad. La Secretaría de la Comunidad del Caribe (CARICOM), una organización internacional con 15 Estados miembros y cinco socios tiene su sede en Georgetown. También en Georgetown se encuentra la Universidad de Guyana.
Georgetown también es conocida por su arquitectura colonial británica, incluida la catedral de San Jorge, de estilo de la era victoriana construida con madera pintada, y el emblemático mercado de Stabroek.

## Historia

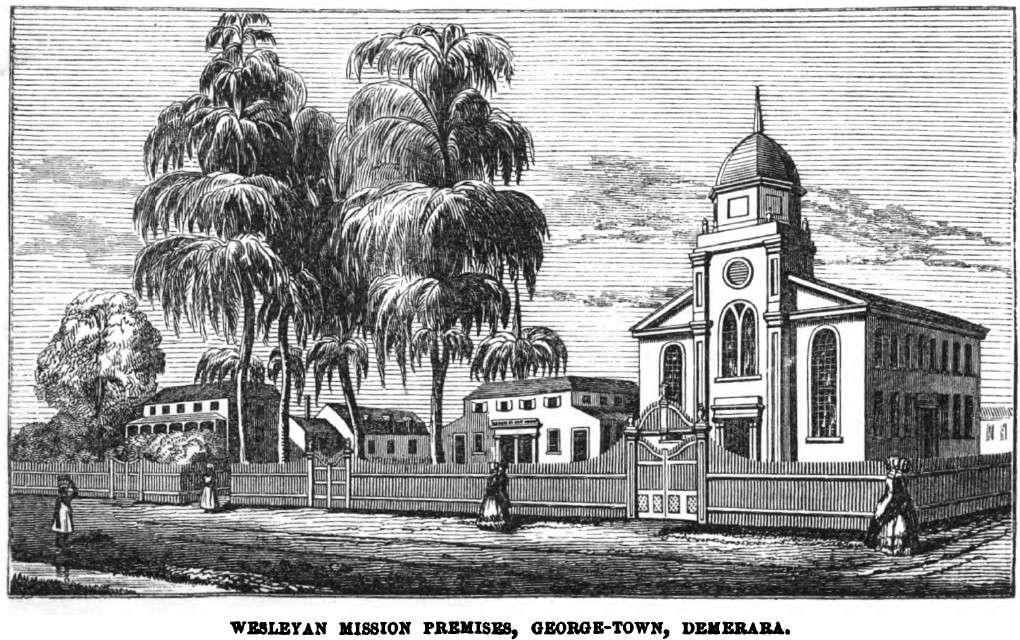
Instalaciones de la Misión Wesleyana, George-Town, Demerara (1850)

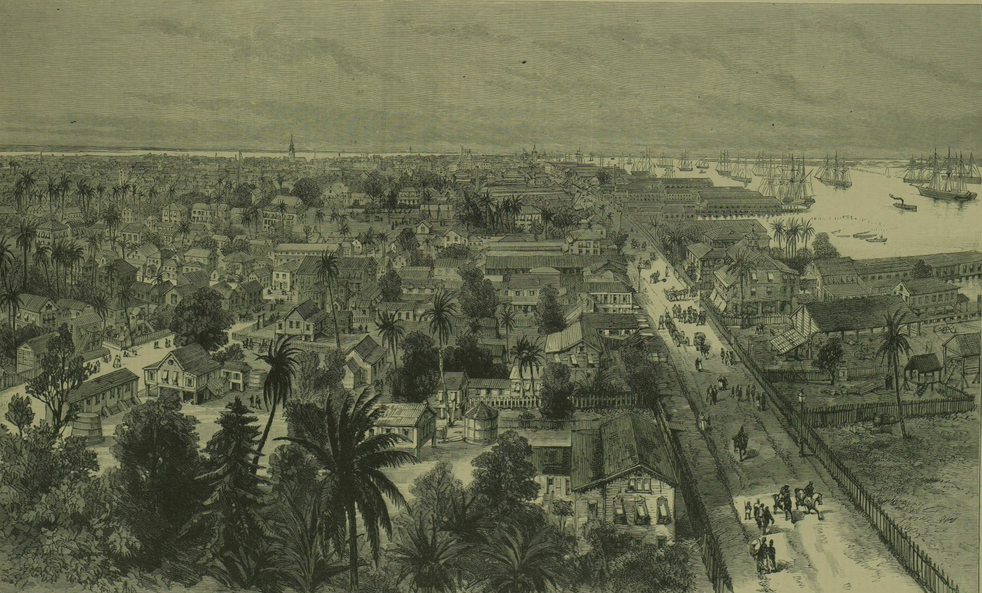
Un dibujo de Georgetown del año 1888.

En 1753 los neerlandeses establecieron la capital de la colonia de Demerara en Borsselen, una isla 27 km agua arriba del río Demerara. Al poco tiempo quedó claro que la isla era demasiado pequeña, por lo que los colonizadores se vieron obligados a considerar otras alternativas.
Hacia 1781, sin embargo, Demerire y sus colonias hermanas Esequibo y Berbice habían sido capturadas por los británicos. El teniente coronel Robert Kingston decidió construir los edificios para la administración pública en Brandwagt, una franja de tierra pantanosa en la orilla oriental del río Demerara cerca de su desembocadura en el océano Atlántico. Pero la ocupación británica también duró poco tiempo, por cuanto las fuerzas francesas invadieron Demerara a principios de 1782. Los neerlandeses retomaron el control de la colonia en 1784 y la rebautizaron como Stabroek, en honor a Nicolas Geelvinck, Lord de Stabroek y Presidente de la Dutch West India Company.
En 1796 los británicos habían retomado Berbice, Esequibo y Demerara y continuaron ampliando los límites de la colonia. El 5 de mayo de 1812 el área urbana que había crecido alrededor de Stabroek pasó a llamarse Georgetown, en honor al rey Jorge III de Inglaterra. La Junta gobernante se reunía mensualmente, pero no quedó constancia en los registros de lo que se discutió entre 1825 y 1837. El 1 de marzo de 1837, el Tribunal gobernante aprobó una ordenanza que creaba el cargo de alcalde de Georgetown y autorizaba la elección de 11 concejales. La primera elección se celebró entre el 31 de marzo y el 15 de abril de 1837 y John Croal fue electo como el primer alcalde de Georgetown.El 24 de agosto de 1842, Georgetown obtuvo la condición oficial de la ciudad, durante el reinado de la reina Victoria.
Los nombres de las plazas de Georgetown y las calles reflejan la influencia neerlandesa, francesa y británica, quienes administraron la ciudad en diferentes períodos de la historia.
Cummingsburg fue originalmente llamado "La Plantación Bourgade" por su primer propietario, Jacques Salignac. El diseño fue realizado en las calles y lotes para construcción por su titular en segundo lugar, Thomas Cuming, un escocés, de quien toma su nombre. Él hizo una presentación de la Plaza de Armas y los jardines de Paseo de la milicia a la ciudad como un regalo. Es de destacar que Carmichael Street fue nombrada en honor al General Hugh Lyle Carmichael, quien se desempeñó como Gobernador de 1812 a 1813. Él murió en marzo de 1813 y fue enterrado en el cementerio de los oficiales, Eve Leary.
La calle Water Street se llamaba así porque corría a lo largo de la ribera del río y formaba la presa original del río. High Street formaba la carretera principal desde la orilla este hasta la costa este de Demerara. La parte de High Street que atravesaba Cummingsburg se llamaba Main Street. Camp Street recibió su nombre porque era la carretera que conducía al campamento o guarnición en el extremo norte de la ciudad. Kingston recibió su nombre del rey Jorge de Gran Bretaña. Era parte de Pln. Eve Leary, que recibió el nombre de la esposa o hija de su propietario, Cornelis Leary. Algunas de las calles de Kingston tienen nombres militares porque la guarnición solía estar ubicada allí, por ejemplo, Parade Street, Barrack Street y Fort Street.
Lacytown era otra parte arrendada de la Plantación Vlissengen. Luke M. Hill* afirma que recibió su nombre en honor al arrendatario, George Lacy, que estaba emparentado con la familia del general Sir De Lacy Evans (sic. - General Sir George de Lacy Evans GCB), un héroe de la guerra de Crimea. El propietario de Vlissengen era Joseph Bourda, miembro del Tribunal de Política. Después de que su hijo y heredero desapareciera en el mar, el gobierno reclamó la propiedad en virtud de la Ordenanza de Vlissengen de 1876. Se trazó un nuevo distrito de Bourda y la Junta de Comisionados de Vlissengen mejoró Lacytown.
La calle Bourda y el barrio de Bourda recibieron su nombre en honor a Joseph Bourda, miembro del Tribunal de Política y antiguo propietario de Pln. Vlissengen. El cementerio fue diseñado por el Comisionado de Vlissengen en 1879. El cementerio de Bourda alberga los restos de muchos ciudadanos de Georgetown. Solo lo utilizaban aquellas personas que poseían bóvedas familiares o derechos de entierro en el terreno cerrado.
Alberttown es parte de lo que antes se llamaba PLN. Thomas y se estableció en 1847. Debe su nombre al príncipe Alberto, esposo de la reina Victoria de Inglaterra. Albert Street fue nombrado después de él. Light Street es el nombre de Sir Henry Luz que se desempeñó como Gobernador de 1840 a 1848.
Queenstown fue establecido en 1887. Originalmente fue parte de la plantación de Thomas con un área de 108 hectáreas. La tierra fue comprada por el Sr. Quintin Hogg en 1887 por el Ayuntamiento. El barrio fue nombrado en honor de la reina Victoria, que celebró su jubileo de ese año. Forshaw Street fue nombrado después de George Anderson Forshaw, abogado y alcalde de Georgetown. Peter Rose Street fue nombrado después de que Peter Rose, un influyente miembro del Tribunal de políticas en la década de 1840. Irving Street era el nombre de Sir Henry Irving, que sirvió como Gobernador de 1882 a 1887.
Werk-en-rust está desarrollado en la antigua finca neerlandesa de Werk-en-rust, que significa "trabajo y el descanso". El primer cementerio público establecido en esta área donde yace la iglesia de St. Phillips. Esto solía ser conocido como el barrio chino de Georgetown. Un tranvía se utiliza para ejecutar a través de Water Street, Werk-en-el óxido. Bishop Street es el nombre de Obispo de Austin, el primer obispo a
ntación Le repentir y recibió el nombre de Carlos, duque de Brunswick, que murió en 1806. El titular de Le repentir y La penitencia fue Pierre Louis de Saffon, que llegó a Guayana a pedir asilo después de matar a su hermano por accidente. Murió en 1784 y dejó un legado para la Fundación Saffon De que mantener y educar a los diez hijos huérfanos hasta la edad de dieciséis años. Estos huérfanos heredó sus bienes. Fue enterrado en su finca junto a la iglesia de San Salvador. Saffon Street fue nombrado después de él.
En 1945, un incendio de grandes dimensiones (del gran incendio) estalló en la ciudad provocando grandes daños.
A finales del siglo XX la ciudad de Georgetown, había ampliado para incluir el pueblo de Lodge, Alexander Village, Este, Oeste, Norte y Sur Ruimveldt, Roxanne Burnham Gardens, Kitty, Campbellville, Subryanville, Bel Air, Prashad Nagar, y los Jardines de Lamaha. La ciudad se extendía desde Cummings Lodge en la costa este de Demerara a Agrícola en la ribera oriental de Demerara.

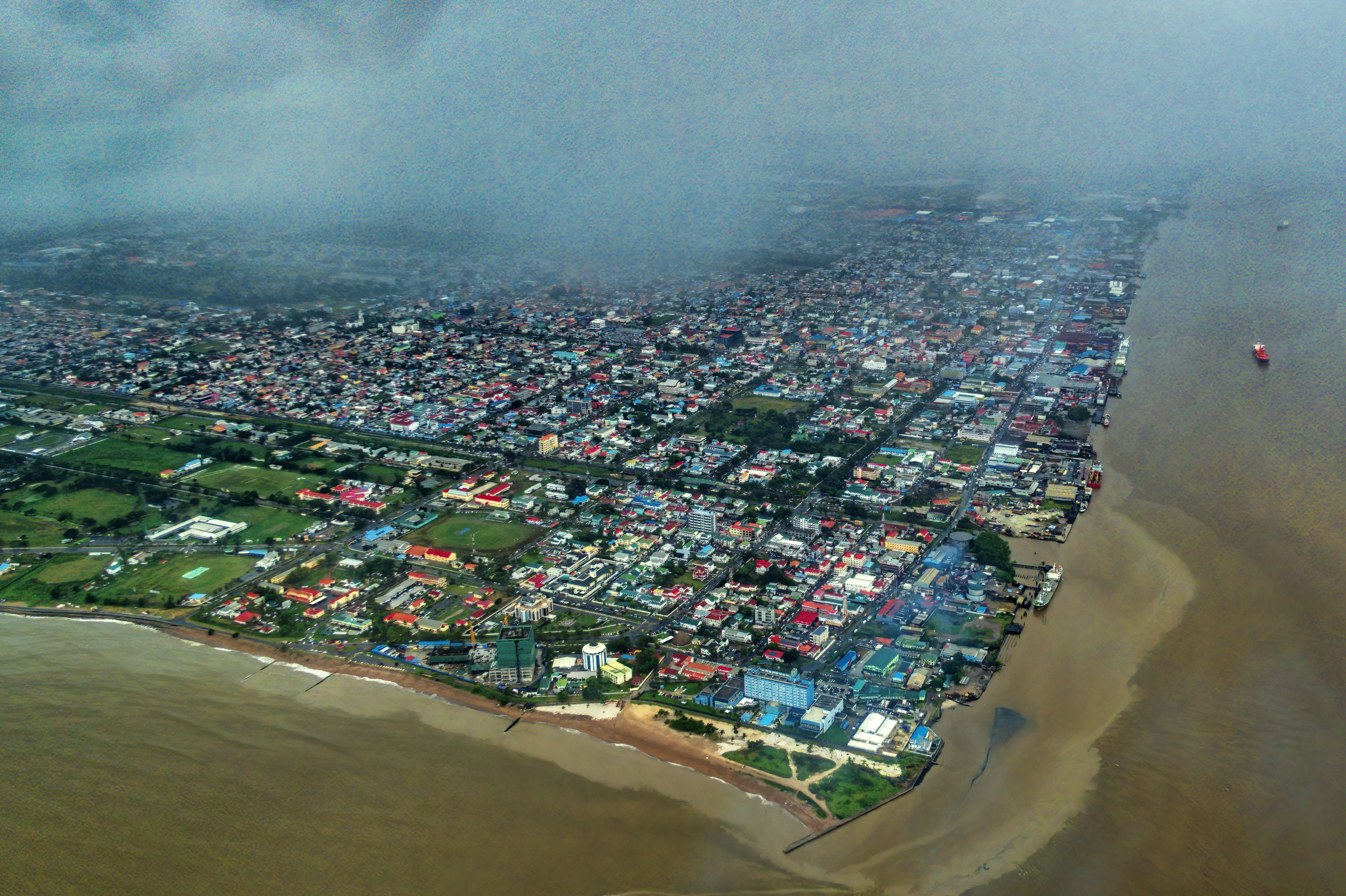
Vista de Georgetown desde el océano Atlántico, año 2019.

Algunos nombres de las calles se han cambiado después de Guyana obtuvo su independencia. Murray Street fue cambiado a Quamina calle en honor del diácono esclavo respetado cuyo hijo, Jack Gladstone, en 1823 llevó a la rebelión de esclavos. Presa de Kelly fue ampliado y rebautizado Carifesta Avenida para conmemorar el Festival de las Artes del Caribe que se celebró en Guyana en 1972. La parte de Vlissengen carretera que se extiende desde el dique de la calle pasó a llamarse Lamaha JB Singh Drive. Parte de High Street pasó a denominarse Avenida de la República, cuando Guyana se convirtió en una República.
Más recientemente, otra sección de High Street fue rebautizado, en honor al difunto presidente. Parte de D'Urban Street pasó a llamarse José Pollydore Street después de que el sindicalista popular. Nuevos caminos se crearon como Mandela Avenue, Homestretch Avenue, y Aubrey Barker Road. Avenida Mandela fue nombrado después de la indomable luchador por la libertad, Nelson Mandela, expresidente de Sudáfrica. Recta la avenida se llama así porque fue construido en el antiguo caballo de carreras de tierra en D'Urban Park en frente del pabellón que actualmente alberga el Ministerio de Vivienda.

## Ciudad capital

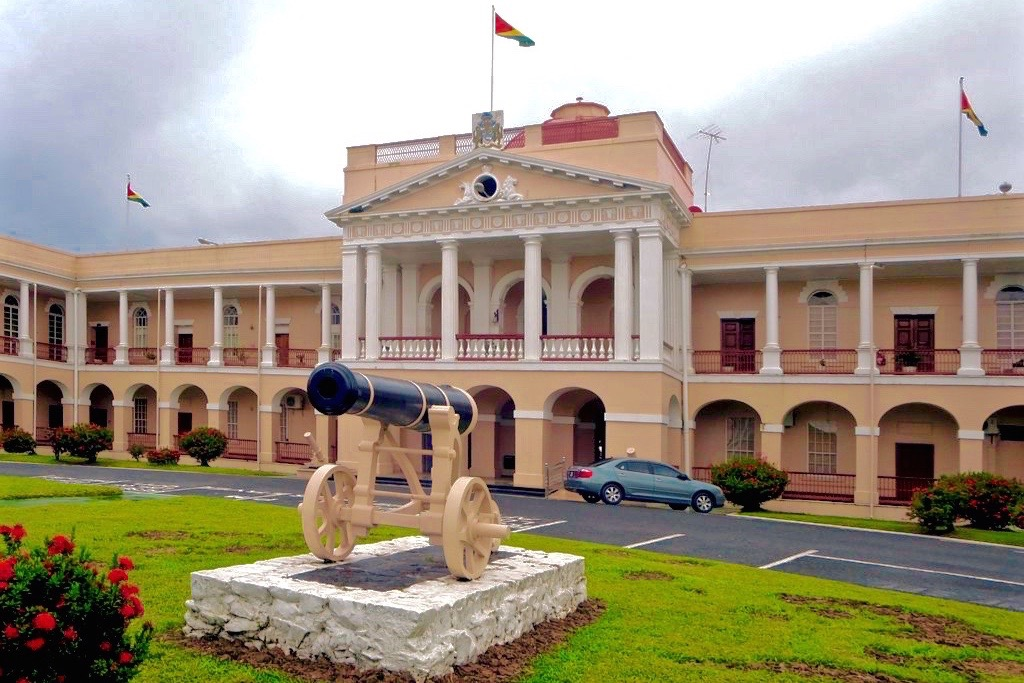
Edificio del Parlamento, sede de la Asamblea Nacional de Guyana.

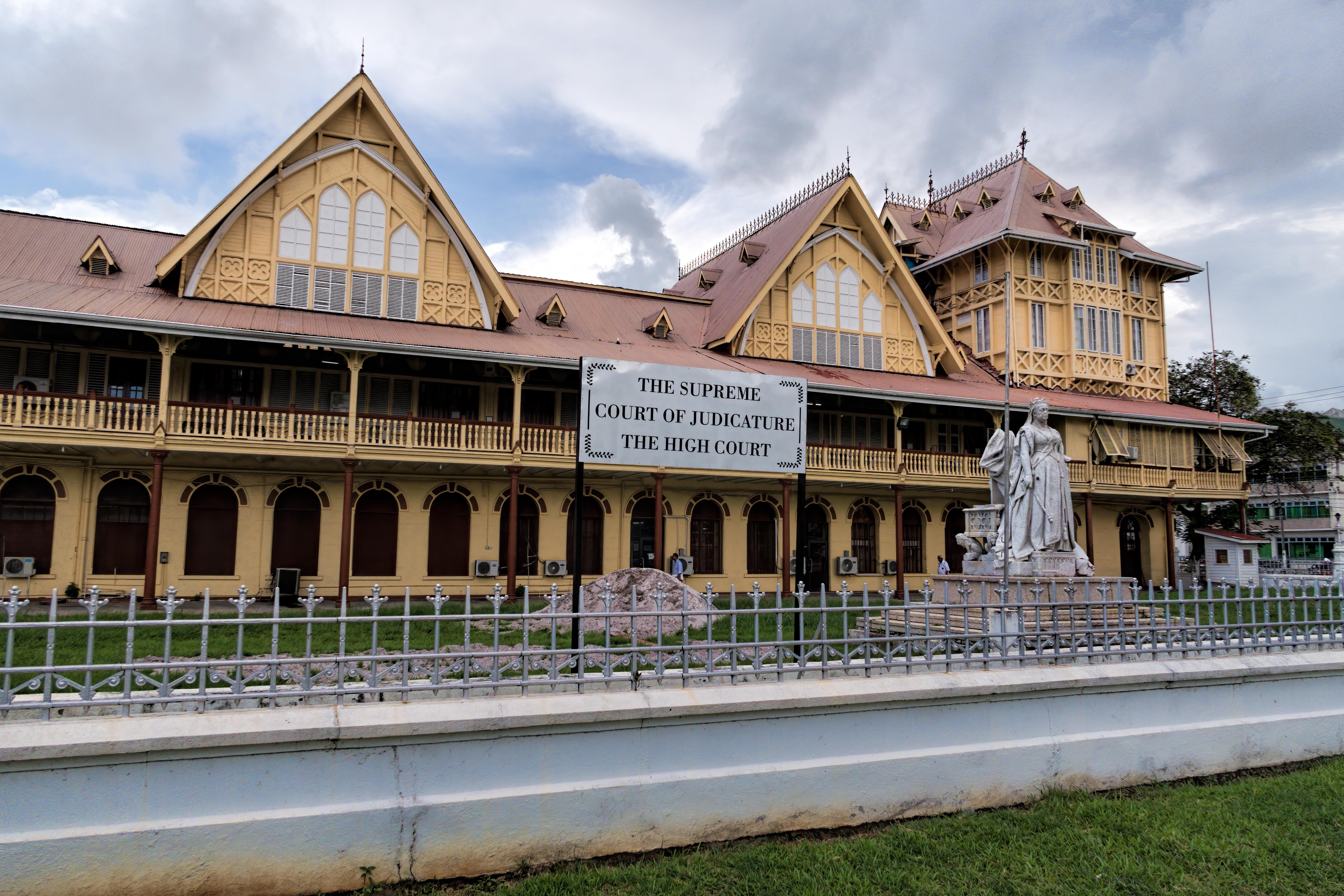
El Tribunal de Apelaciones.

Georgetown es la sede del Gobierno central de la República. Todas las instituciones ejecutivas están situadas en la ciudad, como el Edificio del Parlamento y el Tribunal de Apelaciones, la corte judicial más alta de Guyana. 
Las residencias oficiales del jefe de Estado así como del jefe de Gobierno están situadas en la que virtualmente es la única ciudad importante de Guyana. Georgetown cumple funciones de ciudad capital así como de centro de poder económico en Guyana.

## Regiones de Georgetown

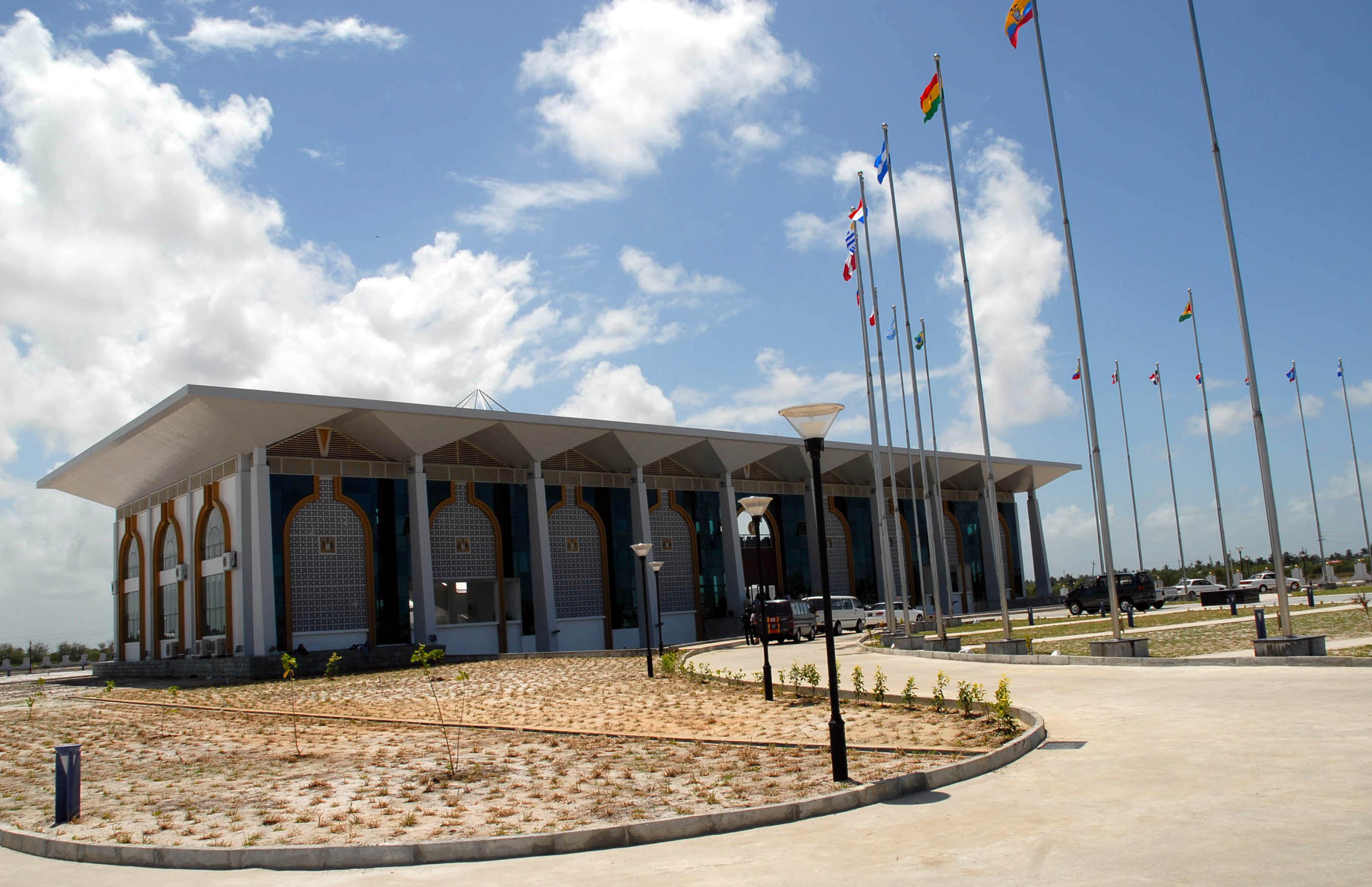
Centro de conferencias Arthur Chung.

Georgetown ha crecido de manera sostenida en los últimos años y puede dividirse en tres grandes regiones geográficas:
Georgetown: es el centro de la ciudad, donde se ubica la sede del Gobierno nacional.
Greater Georgetown: es conocido por ser la región donde reside la clase alta. La mayoría de los residentes son altos ejecutivos o funcionarios del Gobierno.
Se ubica en el noreste de la ciudad. Incluye algunos lugares notables como:
- La Universidad de Guyana (sede)

- Facultad de Educación Cyril Potter

- Secretaría de la Comunidad del Caribe (sede de la CARICOM)

- El Centro Internacional de Conferencias Arthur Chung

- El International Hotel

- Guyana Sugar Corporation (sede de la corporación más grande del país)

Sur de Georgetown: está incorporado por los barrios ubicados a lo largo de la orilla oriental del río Demerara, como Sophia, Roxanne Burnham Gardens, Albouystown, Guyhoc Park y Agrícola. Esta es la región pobre de la ciudad.

## Clima

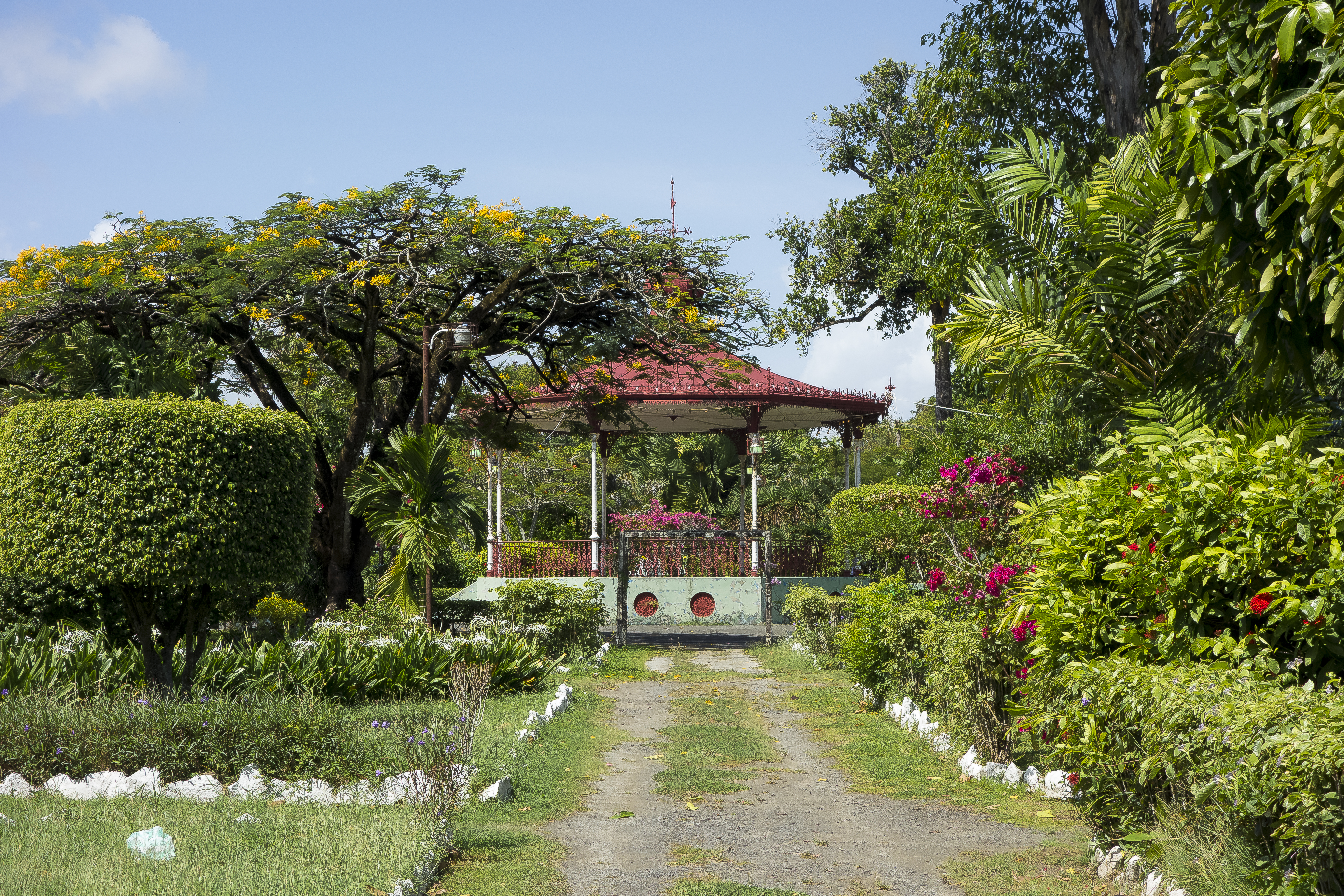
Jardín botánico de Georgetown en 2015.

La ciudad posee un clima ecuatorial muy húmedo y caliente todo el año.
| Parámetros climáticos promedio de Georgetown, Guyana (1961–1990) | Parámetros climáticos promedio de Georgetown, Guyana (1961–1990) | Parámetros climáticos promedio de Georgetown, Guyana (1961–1990) | Parámetros climáticos promedio de Georgetown, Guyana (1961–1990) | Parámetros climáticos promedio de Georgetown, Guyana (1961–1990) | Parámetros climáticos promedio de Georgetown, Guyana (1961–1990) | Parámetros climáticos promedio de Georgetown, Guyana (1961–1990) | Parámetros climáticos promedio de Georgetown, Guyana (1961–1990) | Parámetros climáticos promedio de Georgetown, Guyana (1961–1990) | Parámetros climáticos promedio de Georgetown, Guyana (1961–1990) | Parámetros climáticos promedio de Georgetown, Guyana (1961–1990) | Parámetros climáticos promedio de Georgetown, Guyana (1961–1990) | Parámetros climáticos promedio de Georgetown, Guyana (1961–1990) | Parámetros climáticos promedio de Georgetown, Guyana (1961–1990) |
| Mes                                                              | Ene.                                                             | Feb.                                                             | Mar.                                                             | Abr.                                                             | May.                                                             | Jun.                                                             | Jul.                                                             | Ago.                                                             | Sep.                                                             | Oct.                                                             | Nov.                                                             | Dic.                                                             | Anual                                                            |
| ---------------------------------------------------------------- | ---------------------------------------------------------------- | ---------------------------------------------------------------- | ---------------------------------------------------------------- | ---------------------------------------------------------------- | ---------------------------------------------------------------- | ---------------------------------------------------------------- | ---------------------------------------------------------------- | ---------------------------------------------------------------- | ---------------------------------------------------------------- | ---------------------------------------------------------------- | ---------------------------------------------------------------- | ---------------------------------------------------------------- | ---------------------------------------------------------------- |
| Temp. máx. media (°C)                                            | 28.6                                                             | 28.9                                                             | 29.2                                                             | 29.5                                                             | 29.4                                                             | 29.2                                                             | 29.6                                                             | 30.2                                                             | 30.8                                                             | 30.8                                                             | 30.2                                                             | 29.1                                                             | 29.6                                                             |
| Temp. media (°C)                                                 | 26.1                                                             | 26.4                                                             | 26.7                                                             | 27.0                                                             | 26.8                                                             | 26.5                                                             | 26.6                                                             | 27.0                                                             | 27.5                                                             | 27.6                                                             | 27.2                                                             | 26.4                                                             | 26.8                                                             |
| Temp. mín. media (°C)                                            | 23.6                                                             | 23.9                                                             | 24.2                                                             | 24.4                                                             | 24.3                                                             | 23.8                                                             | 23.5                                                             | 23.8                                                             | 24.2                                                             | 24.4                                                             | 24.2                                                             | 23.8                                                             | 24.0                                                             |
| Lluvias (mm)                                                     | 185.2                                                            | 88.5                                                             | 111.0                                                            | 140.5                                                            | 285.5                                                            | 327.7                                                            | 268.0                                                            | 201.4                                                            | 97.5                                                             | 107.2                                                            | 185.9                                                            | 261.9                                                            | 2260.3                                                           |
| Días de lluvias (≥ 1.0 mm)                                       | 16                                                               | 10                                                               | 10                                                               | 12                                                               | 19                                                               | 23                                                               | 21                                                               | 15                                                               | 9                                                                | 9                                                                | 12                                                               | 18                                                               | 174                                                              |
| Horas de sol                                                     | 201.0                                                            | 208.6                                                            | 219.7                                                            | 197.9                                                            | 178.8                                                            | 156.7                                                            | 201.6                                                            | 233.7                                                            | 229.8                                                            | 235.3                                                            | 210.9                                                            | 186.6                                                            | 2460.6                                                           |
| Fuente: NOAA                                                     |                                                                  |                                                                  |                                                                  |                                                                  |                                                                  |                                                                  |                                                                  |                                                                  |                                                                  |                                                                  |                                                                  |                                                                  |                                                                  |

## Economía

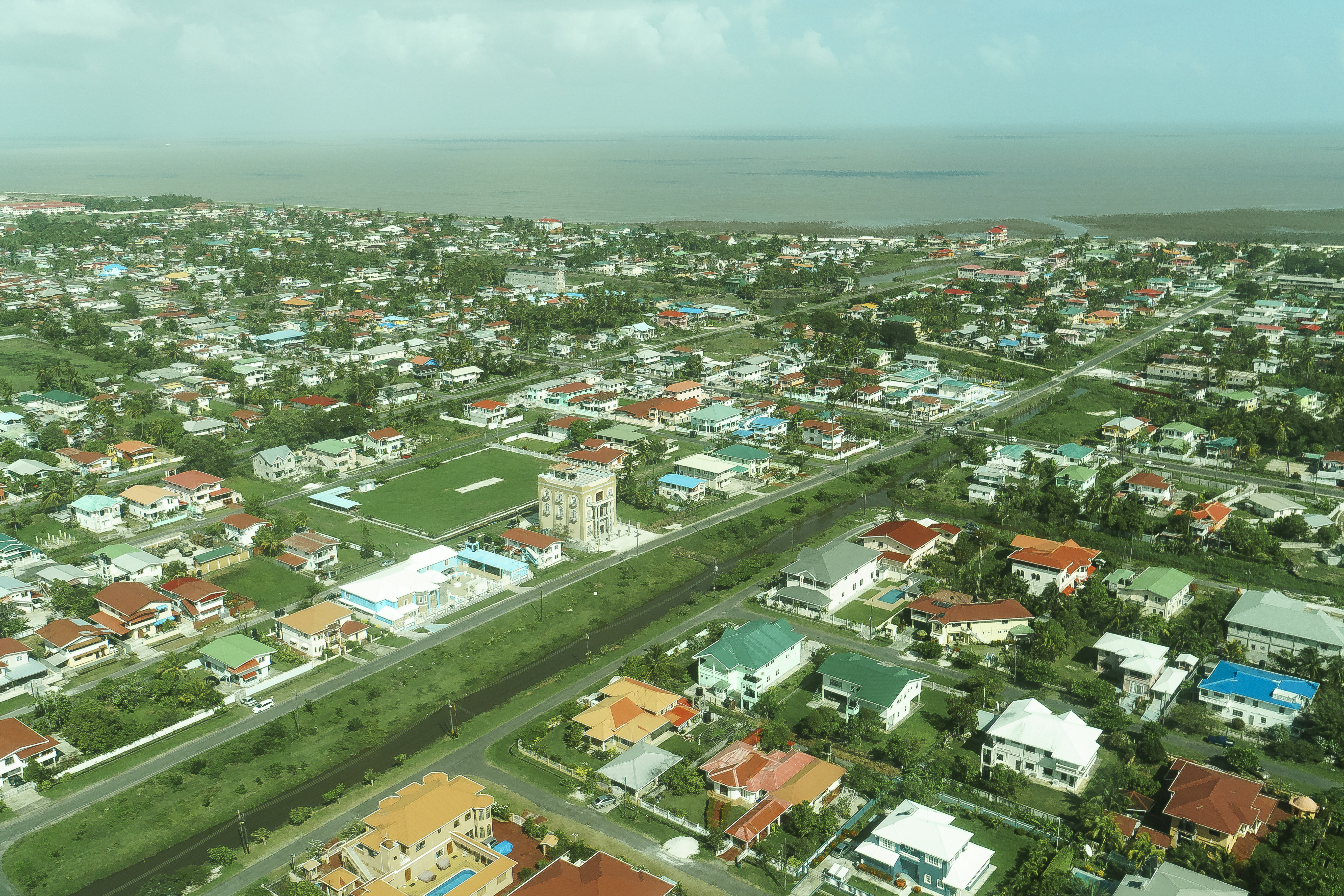
Vista parcial aérea de Georgetown hacia el océano Atlántico, año 2015.

Georgetown es la ciudad más grande de Guyana y contiene una buena porción de los negocios principales. Es una ciudad importante para Guyana y el Caribe. Dentro del área metropolitana están las jefaturas del CARICOM que es el centro del gobierno económico del Caribe. Georgetown también posee un puerto que se está ampliando rápidamente. La ciudad está viendo un auge importante en la construcción y el desarrollo económico muy fuerte.
La ciudad tiene muchos proyectos de carretera bajo construcción, tal como la carretera del este de la costa que fue terminada en 2005, que tiene cuatro carriles de par en par. Esta ciudad posee una gran porción de la producción de Guyana y también es el centro más importante del negocio comercial.

### Construcción

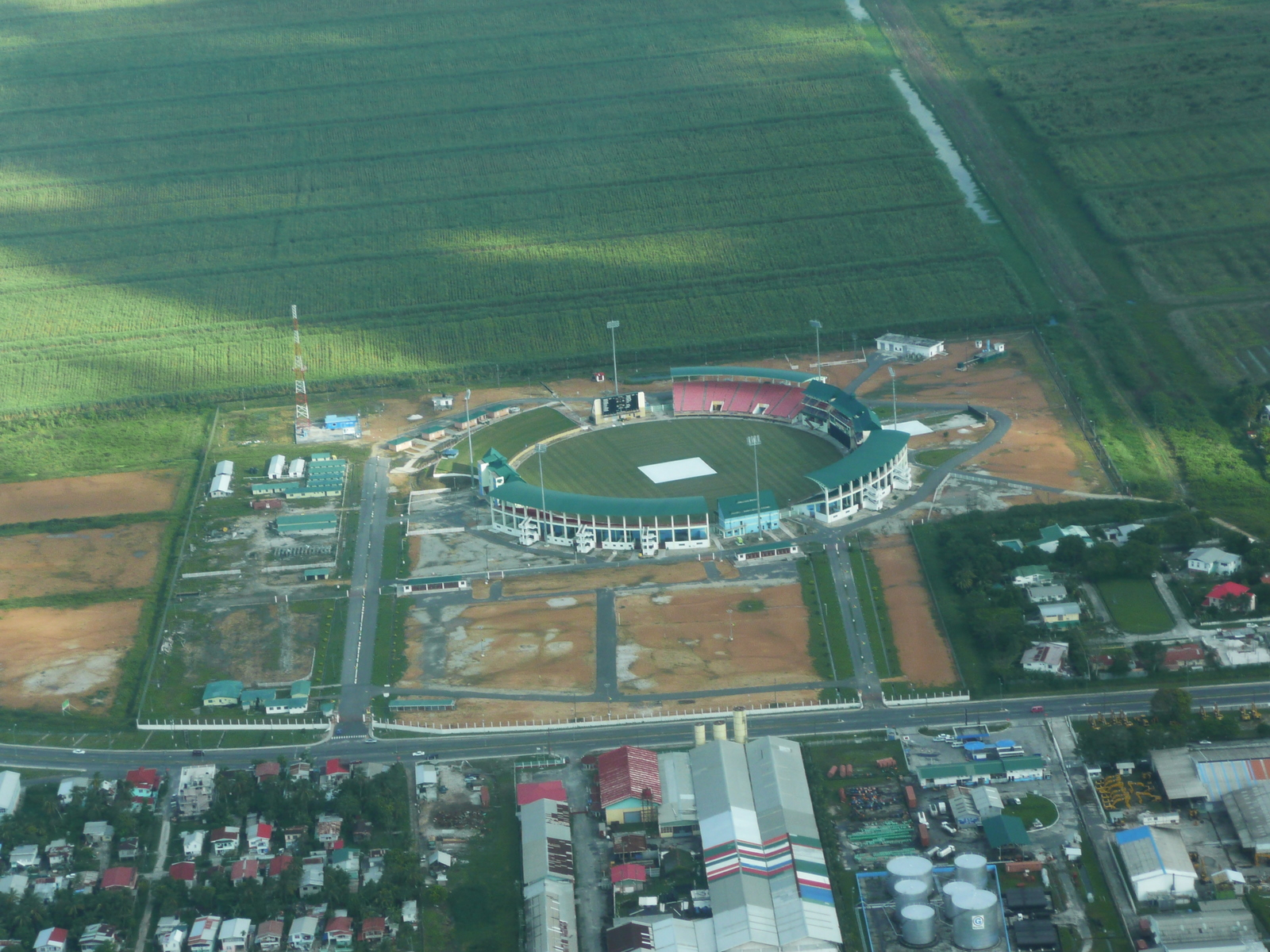
Estadio Providence

Al igual que la mayoría de las naciones del Caribe, Guyana albergó partidos de la Copa mundial de críquet de 2007. Georgetown experimentó un auge en la construcción, incluyendo los siguientes "grandes proyectos":
- Estadio Providence
- Hotel y complejo turístico Buddy's
- Ampliación de la autopista East Bank
- Centro comercial Georgetown Centre
- Centro comercial Providence
- Centro de Conferencias Greater Georgetown
- Repavimentación de todas las rutas
- Puente del puerto de Demerara
- Construcción de numerosas casas privadas

### Empresas

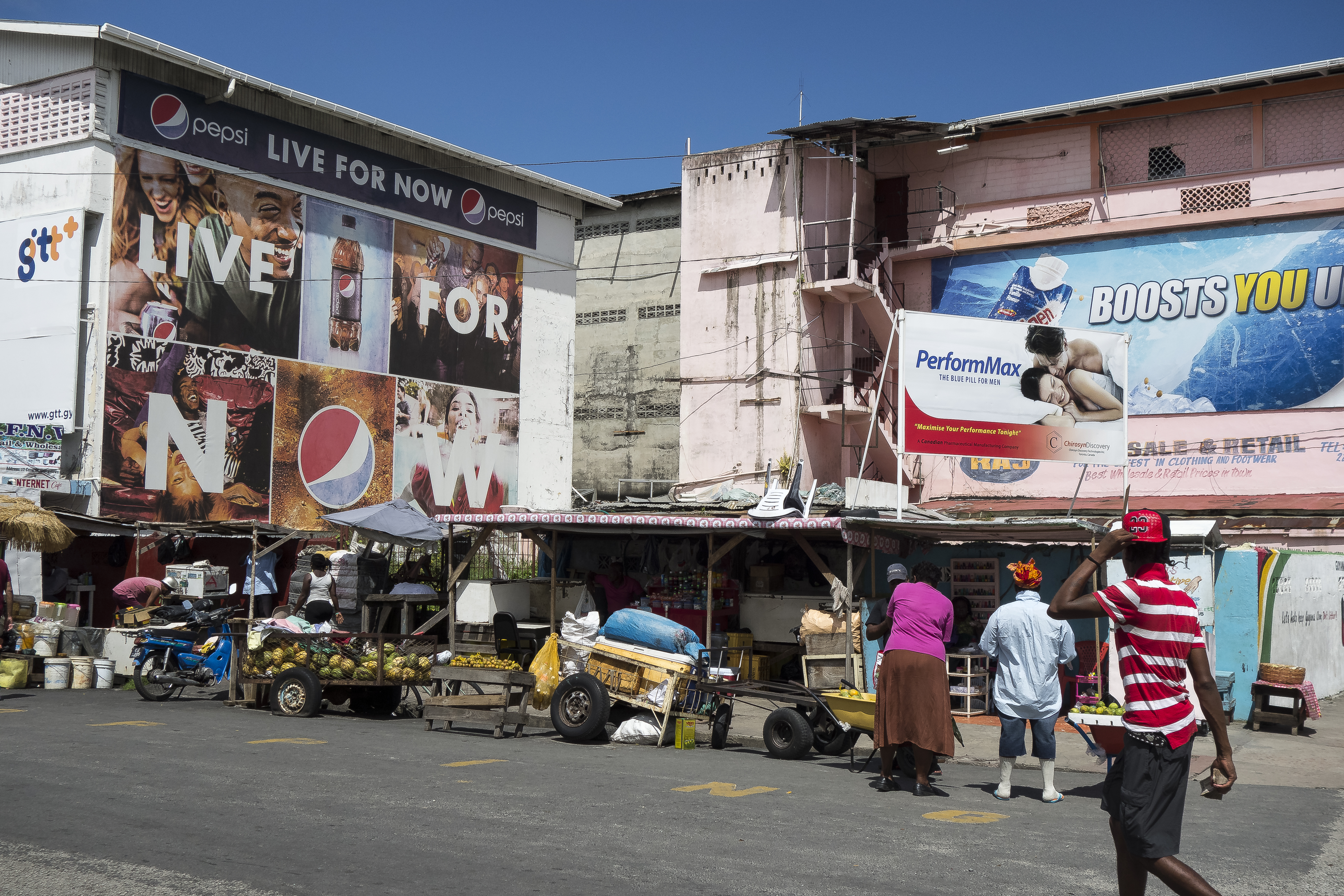
Un mercado callejero de Georgetown en 2015.

Las empresas principalmente producen azúcar de Demerara, madera, bauxita, oro y los diamantes, se exportan a través del puerto de Georgetown. Alguna de las empresas con sede en Georgetown son:
- AH&L Kissoon
- Banco Central de Guyana
- British Sky Broadcasting (Sky TV)
- Cevons Waste Management
- Courts Guyana Ltd
- Da Silva's House of Optics
- Digicel
- Gafoors Group of Companies
- Giftland
- Gina Ans Son
- Grace Kennedy Remitence Service
- GuyanaNet
- Guyana Power & Light
- Guyana Stores
- Guyana Telephone & Telegraph Company
- Guyana Water Inc
- Hardware Emporium
- John Lewis Styles
- Kustom Designs
- Laparkan Group of Companies
- Le Grande Penthouse Hotel
- Pepi's Cafe
- Le Meridien Pegasus Hotel
- Metro
- Money Gram Guyana
- N.Osman Investments
- National Communications Network
- National Milling Company of Guyana
- Nizam Ali and Co.
- Repsol
- Royal Jewel House
- Scotia Bank Guyana
- St. Joseph's Mercy Hospital
- Western Union Guyana Ltd
- Wieting and Richter

### Turismo

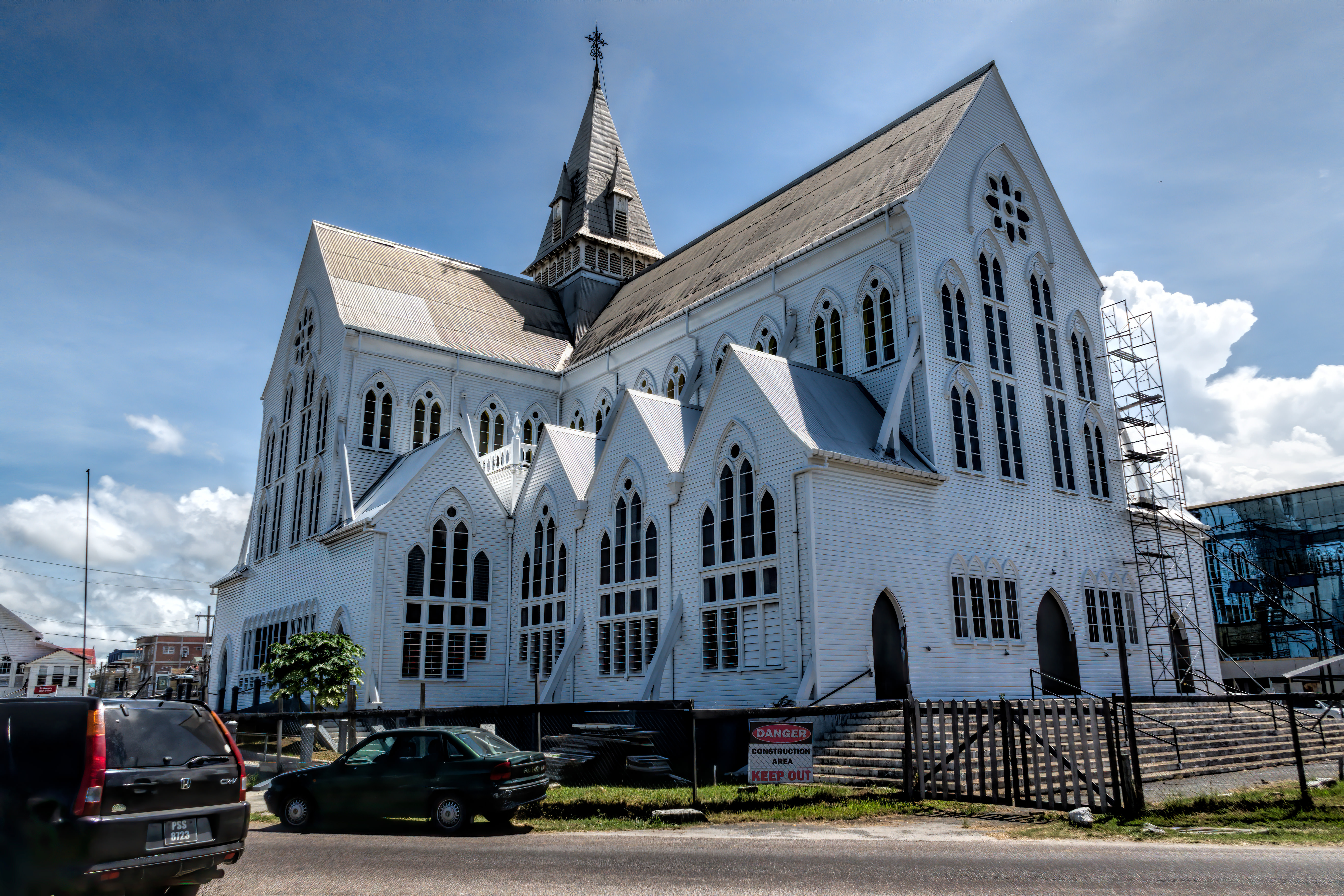
La Catedral de San Jorge de Georgetown.

También hay muchas atracciones turísticas en Georgetown, incluyendo la Catedral de San Jorge, y el mercado Stabroak, el Puente del Puerto de Demerara, y el hotel Pegasus. La ciudad también cuenta con un jardín botánico. Este, además de una variedad de plantas, ofrece a sus visitantes un estanque de manatíes, así como otros recintos que albergan felinos como jaguares, linces o jaguarundis. Georgetown recibe más de 250.000 turistas al año, es decir, casi el 66% del turismo total de Guyana.

## Transporte

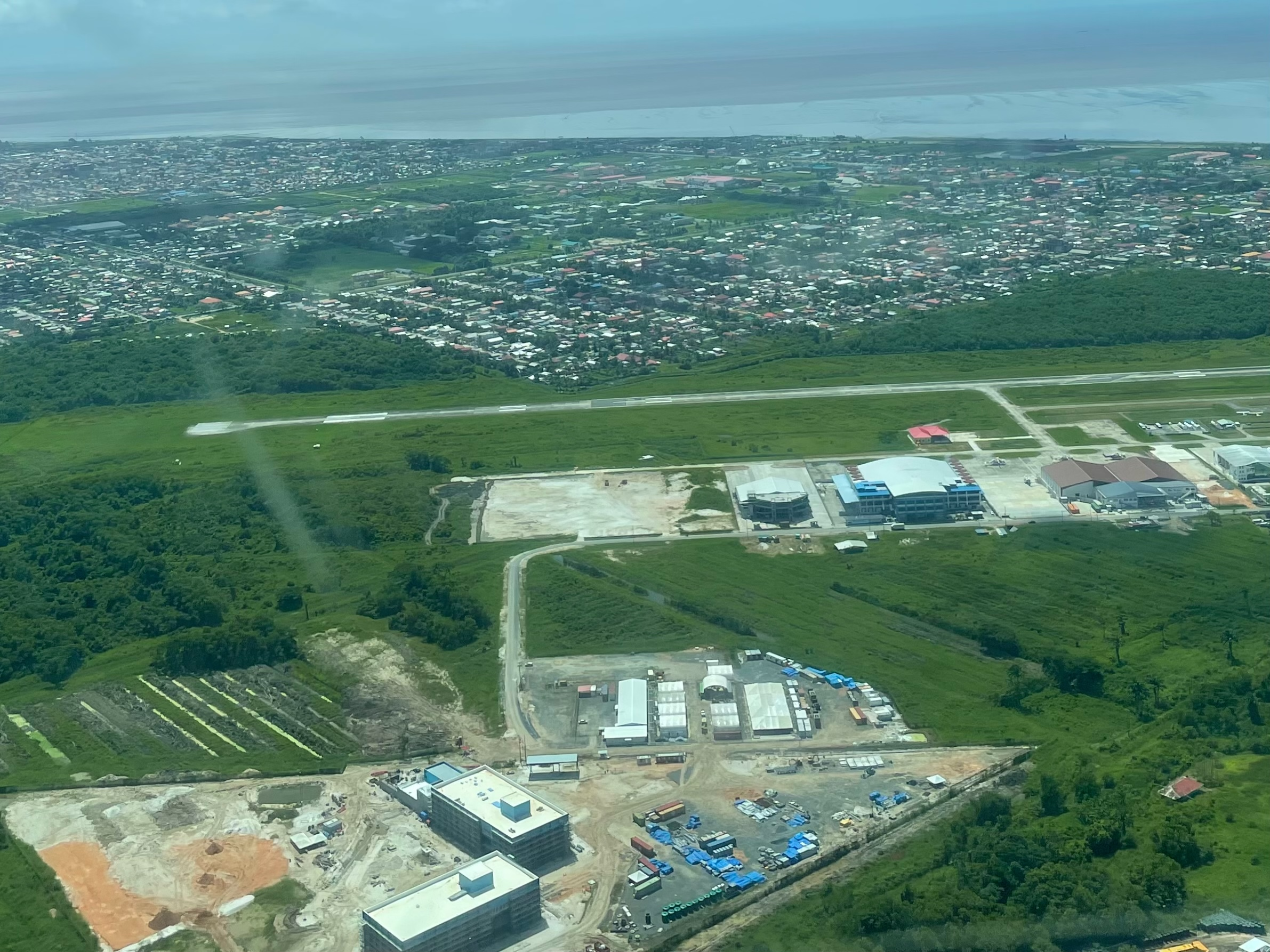
Vista aérea de la pista de aterrizaje y la terminal del Aeropuerto Internacional Eugene F. Correia - Ogle. Al fondo, la ciudad de Georgetown.

Georgetown es atendido por un transbordador (también conocido como chalana), el Harbour Bridge Demerara y muchas carreteras de reciente construcción. Además, el gobierno está trabajando para rehabilitar todas las carreteras en el país para ayudar a transportar a la gente.
El Aeropuerto Internacional Cheddi Jagan actúa como centro de transporte aéreo de la ciudad, que se encuentra en el margen derecho del río Demerara, 41 kilómetros al sur de Georgetown. Los vuelos internacionales para Nueva York, Miami, Toronto, Bridgetown, Puerto España y Paramaribo son de rutina. También hay un servicio regular de autobuses entre Georgetown y Boa Vista en Brasil, conexiones diarias a Paramaribo, Surinam, a través de barco por el río Corentín.

## Ciudades hermanadas
- Puerto España, Trinidad y Tobago
- San Luis (Misuri), Estados Unidos